# 米尔恰·多布雷斯库
米尔恰·多布雷斯库（羅馬尼亞語：Mircea Dobrescu，1930年9月5日—2015年8月6日），罗马尼亚男子拳击运动员。他曾代表罗马尼亚参加1952年、1956年和1960年夏季奥林匹克运动会拳击比赛，其中1956年奥运会获得一枚银牌。